# La esclava Isaura (telenovela de 2004)
La esclava Isaura o Isaura, la esclava es una telenovela brasileña, emitida por primera vez por Rede Record en el 2004. La primera versión fue emitida por Rede Globo de Televisión en 1976.
En 2004 y 2005 fue exhibida una nueva adaptación del libro con nuevos personajes y un argumento en buena parte idéntico a la de la obra original, escrita por Bernardo Guimarães en 1875. Escrita por Thiago Santiago, también dirigida por Herval Rossano, esta versión de Rede Record.
Fue protagonizada por Bianca Rinaldi, Théo Becker junto con Leopoldo Pacheco, Maria Ribeiro, Patrícia França, Jonas Mello, Fábio Junqueira y Renata Domínguez como la demente y vanidosa Srita. Blanca Villea en los roles antagónicos. Acompañados por Jackson Antunes, Mayara Magri, Fernanda Nobre y Lugui Palhares.

## Historia
Isaura nació en 1834, en la hacienda del cruel Comendador Almeida en Campos dos Goytacazes. Sus padres son la bella Juliana, esclava del Comendador y Miguel, el capataz de la hacienda. Juliana fue cruel y vilmente asesinada a latigazos pocas horas después del parto de Isaura por orden del comendador, y su hija fue adoptada y educada por la señora Gertrudis Almeida, la afectuosa esposa del Comendador, quien siempre quiso tener una hija. A pesar de haber tenido una excelente educación, y ser mestiza, Isaura no deja de ser la esclava del Comendador, por ser hija de su anterior esclava.
Después de contar la historia de amor entre la esclava Juliana con el capataz Miguel, y el nacimiento de Isaura, la historia avanza hasta el año 1854, cuando Isaura tiene 20 años y se ha convertido en una joven muy hermosa y educada.
Todo se complica en la vida de Isaura, cuando el joven Leoncio Almeida, hijo del Comendador, regresa a la hacienda de su padre después de varios años de ausencia. Al ver la hermosa mujer en la que se ha convertido Isaura (pues era apenas una niña cuando se marchó), se apasiona loca y enfermizamente con ella.
Leoncio es obligado a casarse por interés con Malvina, hija del rico Coronel Sebastián Cunha, quien también es una joven muy bella y con buena educación, aunque muchas veces muy ingenua pero no por ello desfallece en su intento por seducir a Isaura, pretendiendo que la muchacha sea su amante ante lo cual Isaura se niega rotundamente.
Gertrudis pasa todos estos años tratando de convencer a su esposo de darle la libertad a su estimada Isaura, pero muere por un paro cardíaco antes de conseguir realizar su objetivo. Poco después de la muerte de Gertrudis, también muere el Comendador, luego de contraer tuberculosis (una enfermedad sumamente mortal y de la que no existía cura en aquel tiempo).
La vida de Isaura empeora notablemente con la muerte de los dos Almeida, pues Leoncio manipula unos documentos para impedir la libertad de Isaura y poder retenerla. El joven, que desea poseerla insistentemente, también se niega rotundamente a vender a Isaura a Miguel, su legítimo padre, que lleva ahorrando dinero desde hace veinte años para comprar la libertad de su hija.
Despechada, Malvina decide abandonar a su esposo y regresa a la casa de su padre. Con esto, Isaura queda a merced de Leoncio, que amenaza con castigarla o tomarla por la fuerza si no cede ante la pasión que él siente por ella. La joven huye con su padre para no tener que ceder ante el acoso de Leoncio.
Isaura y Miguel son ayudados en su fuga por la Condesa Tomásia de Campos, una mujer que sufrió mucho durante su juventud a manos del propio Leoncio, pues fue seducida y abandonada por él a su suerte antes de casarse con Malvina. Posteriormente, Tomásia se convirtió en una mujer muy rica al casarse con el Conde de Campos, pero enviuda a causa de que el Conde muere en una emboscada tramada por Leoncio, y ella se queda con la fortuna de su marido.
Llega el año 1855. Isaura se encuentra refugiada en un pueblo de las afueras, lejos de todo y de todos; además, se ha cambiado el nombre por Elvira para borrar pistas. Es aquí donde la joven conoce el verdadero amor a través de Álvaro, un joven, buen mozo, caballeroso, sumamente rico y acaudalado abolicionista que se enamora de ella. Al cabo de un tiempo, Álvaro insiste en invitar a Isaura a un baile donde termina siendo reconocida por Martinho, un capitán de la Guardia Nacional que está buscándola por órdenes de Leoncio. Álvaro intenta impedir que Martinho se lleve a su amada; sin embargo, la ley exige que Isaura sea devuelta a su dueño, de modo que la joven vuelve a ser esclava de Leoncio.
Leoncio se lleva de vuelta a Isaura a su propiedad con la intención de casarla con Belquior, el jardinero, que sufre graves deformidades; afortunadamente, Álvaro logra impedir este plan, pero no que Isaura siga siendo esclava de Leoncio. Pero el joven no se queda de brazos cruzados, sino que traza un plan: ya que Leoncio acumula un gran número de deudas, Álvaro va a hablar con sus acreedores y les compra los títulos de las deudas para convertirse en el único acreedor de las deudas de Leoncio.
El joven llega a la hacienda justo cuando Leoncio ha reunido a todos los esclavos para azotar delante de ellos a Isaura y a André, un esclavo amigo y defensor de la joven. Allí mismo, Álvaro declara a Leoncio incapaz de disponer de sus bienes e incluso de sus esclavos. Leoncio, tras ser embargado por el banco, y expulsado de su propia casa, queda en la miseria y pierde toda su fortuna. Al mismo tiempo, Álvaro le entrega la carta de libertad a Isaura y a todos los esclavos; además, le regala la hacienda a Isaura como muestra de amor.
Sin embargo, Leoncio sigue dispuesto a todo con tal de poseer a Isaura y además vengarse, así que se va al burdel a seducir a doña Serafina, la dueña del local; mientras esta duerme, le roba su dinero y sus joyas; con esa pequeña fortuna, Leoncio planea pagar a alguien para que secuestre a Isaura, pero doña Serafina amenaza con cerrar su negocio si no recupera lo robado, por lo que la Guardia Nacional emprende la búsqueda del joven.
Leoncio termina siendo capturado y es llevado a prisión, donde los carceleros lo golpean fuertemente a puñetazos y bastonazos para que confiese donde escondió el botín, pero el joven a pesar del dolor y de los golpes se niega a confesar. Finalmente, Leoncio logra escapar de la cárcel gracias a una treta realizada por el señor Chico y el capitán Martinho.
Poco después, Leoncio logra raptar a Isaura, pero es descubierto por Belquior, que avisa al señor Álvaro y este a la Guardia Nacional. Todos salen en busca de Isaura, que está oculta en un antiguo refugio que pertenecía al Comendador. Mientras los demás emprenden la búsqueda, Leoncio intenta forzar a la joven aprovechando que se encuentra inconsciente, pero alguien lo asesina a puñaladas. Cuando Isaura recupera la consciencia, es encontrada con el arma del crimen en la mano, por lo que es acusada de asesinato.
Antes del juicio, Isaura es envenenada por Blanca, y Álvaro hace una confesión falsa para que lo encarcelen a él y liberen a Isaura para que pueda ser tratada por un médico. Isaura se salva, pero ahora es Álvaro quien corre peligro de ser condenado a muerte. Por suerte, Belquior confiesa en el juicio que vio al señor Chico asesinando a Leoncio para quedarse con las joyas robadas. Álvaro es declarado libre y el señor Chico queda preso tras ser sorprendido con las joyas en su posesión lo cual valida la versión del jardinero y posteriormente es ejecutado en la horca.
Isaura finalmente se casa y compra la libertad de su amiga Rosa como prueba de amistad. Isaura y Álvaro lucharon siempre por la abolición de la esclavitud y fueron felices con sus hijos, nietos y bisnietos.

### Finales alternativos
Con el fin de darle más suspenso a la historia, se grabó un total de 5 finales, donde se revela a un distinto asesino del villano Leoncio.
En su primera emisión, se emitió el final estándar donde señor Chico resulta ser el asesino.
En la segunda emisión de la telenovela por Rede Globo, en el año 2006, la asesina resulta ser Rosa.
En la tercera emisión de la telenovela por Rede Globo el 2007, el asesino resulta ser el propio Belchior.
En la cuarta emisión de la telenovela por Rede Globo el 2014 y en su emisión por Fox Life el 2020, la asesina resulta ser Malvina.

## Reparto
- Bianca Rinaldi - Isaura dos Anjos / Elvira
- Leopoldo Pacheco - Leôncio Almeida
- Théo Becker - Álvaro Mendonça
- Mayara Magri - Condesa Tomásia
- Maria Ribeiro - Malvina Cunha Almeida
- Priscila Fantin - Deninha Santos
- Patrícia França - Rosa Cunha
- Déo Garcez - André
- Jonas Mello - "Seu" Chico (Francisco)
- Jackson Antunes - Miguel dos Anjos / Anselmo
- Paulo Figueiredo - Coronel Sebastião Cunha
- Renata Domínguez - Blanca Villela
- Gabriel Gracindo-Henrique Cunha
- Fernanda Nobre - Helena Cunha
- Miriam Mehler - Gioconda Albuquerque
- André Fusko - Gabriel Cunha Albuquerque
- Lugui Palhares - Dr. Diego Alves
- Ewerton de Castro - Belchior
- Ivan de Almeida - João
- Chica Lopes - Joaquina
- Sylvia Bandeira - Perpétua Mendonça
- Caio Junqueira - Geraldo Villela
- Aldine Müller - Estela Villela
- Christovam Neto - Bernardo
- Bárbara García - Lipalesa "Moleca"
- Fábio Junqueira - Dr. Paulo Pereira
- Cláudio Curi - Martinho
- Rômulo Delduque - Raimundo
- Daniela Duarte - Violeta
- Thaís Lima - Margarita
- Lígia Fagundes - Flor-de-Lís
- Paula Lobo Antunes - Aurora Amaral
- Rubens de Falco - Comendador Leopoldo Almeida
- Norma Blum - Sra. Gertrudis Almeida
- Carlo Briani - Conde Joao Alberto